# Ионизация

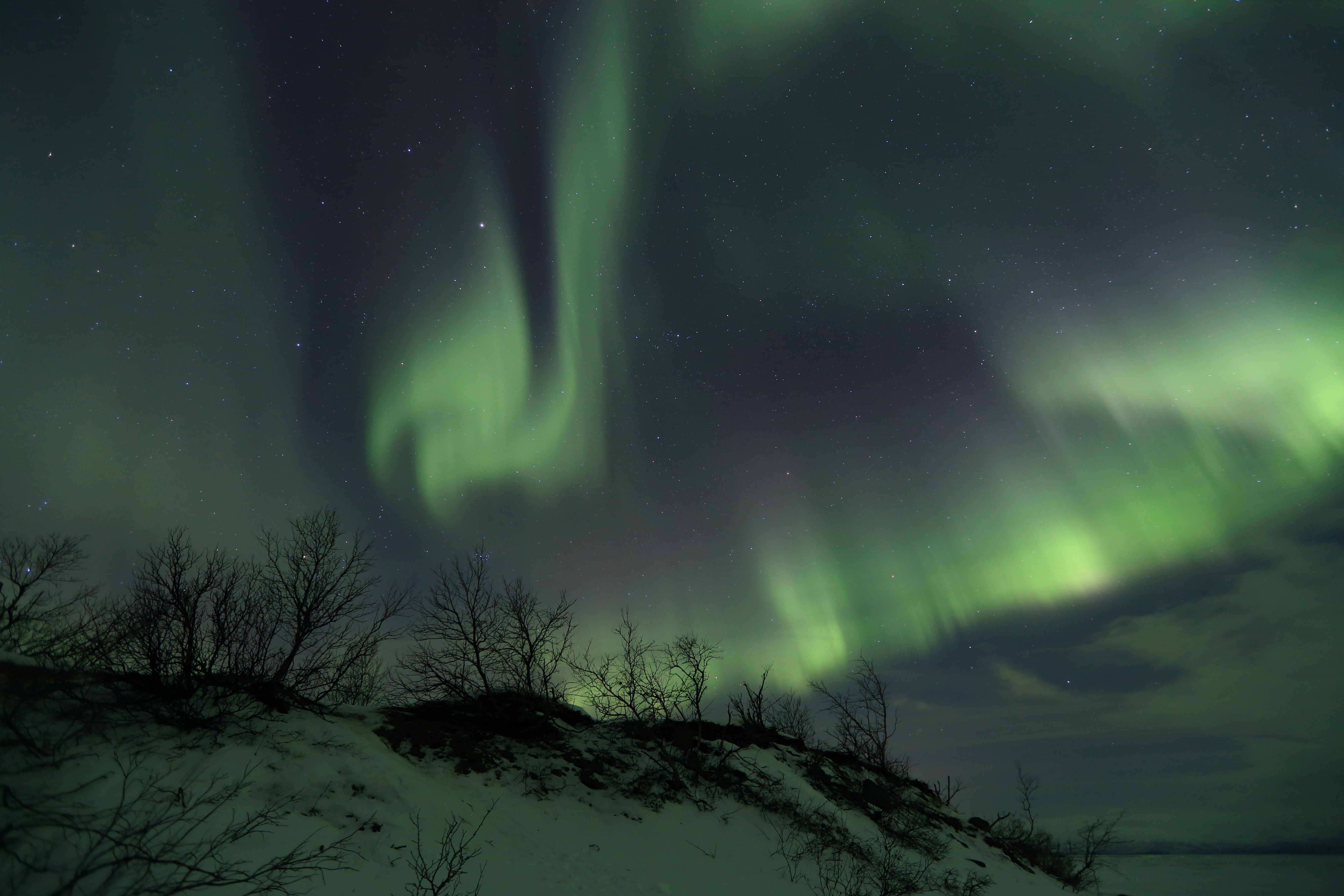
Солнечный ветер, движущийся через магнитосферу, изменяет движение заряженных частиц в термосфере или экзосфере Земли, и возникающая в результате ионизация этих частиц заставляет их излучать свет различного цвета, образуя таким образом полярные сияния вблизи полярных регионов Земли.

Иониза́ция — эндотермический процесс образования ионов из нейтральных атомов или молекул. Ионизация — один из основных путей передачи энергии ионизирующим излучением веществу.
Положительно заряженный ион образуется, если один или несколько электронов в атоме (или молекуле) получает достаточную энергию для преодоления потенциального барьера, равную ионизационному потенциалу. Отрицательно заряженный ион, наоборот, образуется при захвате дополнительного электрона атомом с высвобождением энергии. Если вещество состоит из ионно связанных молекул, то при ионизации в нём образуются пары положительно и отрицательно заряженных ионов.
Принято различать ионизацию двух типов — последовательную (классическую) и квантовую, не подчиняющуюся некоторым законам классической физики.
Эффективностью ионизации называется отношение образовавшихся ионов к числу задействованных для этого электронов или фотонов.

## Классическая ионизация
Аэроионы, кроме того, что они бывают положительными и отрицательными, разделяются на лёгкие, средние и тяжёлые ионы. В свободном виде (при атмосферном давлении) электрон существует не более, чем 10−7 — 10−8 секунды.

## Ионизация в электролитах
Электролиты — вещества, растворённые в воде. К электролитам относятся растворимые соли, кислоты, гидроксиды металлов. В процессе растворения молекулы электролитов распадаются на катионы и анионы. Фарадей, полагаясь на данные, полученные из экспериментов с электролизом, вывел формулу о пропорциональности массы m к заряду Δq, который прошёл через электролит, или о пропорциональности массы m к силе тока I и времени Δt: {\displaystyle m=k\cdot \Delta q=k\cdot I\cdot \Delta t}.

## Ионизация в газах
Газы по большей мере состоят из нейтральных молекул. Однако если часть молекул газов ионизируется, газ проводит электрический ток. Есть три основных способа ионизации в газах:
- Термическая ионизация — ионизация, при которой необходимую энергию для отрыва электрона от атома дают столкновения между атомами вследствие повышения температуры;
- Ионизация электрическим полем — ионизация вследствие повышения значения напряженности внутреннего электрического поля выше предельного значения. Из этого следует отрыв электронов от атомов газа.
- Ионизация ионизирующим излучением

## Квантовая ионизация
В 1887 году Генрих Герц установил, что под действием света из тела могут вырываться электроны — было открыто явление фотоэффекта. Это не согласовывалось с волновой теорией света — она не смогла объяснить законы фотоэффекта и наблюдаемое разделение энергии в спектре электромагнитного излучения. В 1900 году Макс Планк установил, что тело может поглощать или испускать электромагнитную энергию только специальными порциями, квантами. Это дало теоретическую основу для объяснения явлений фотоэффекта. Чтобы объяснить явление фотоэффекта, в 1905 году Альберт Эйнштейн выдвинул гипотезу про существование фотонов как частиц света, что позволяет объяснить квантовую теорию — фотоны, которые способны поглощаться или излучаться как целое одним электроном, придают ему достаточную кинетическую энергию для преодоления силы кулоновского притяжения электрона к ядру — возникает квантовая ионизация.

## Методы ионизации
Методы, использующиеся для ионизации проводящих материалов:
Искровая ионизация: за счёт разницы потенциалов между кусочком исследуемого материала и другим электродом возникает искра, вырывающая с поверхности мишени ионы.
Ионизация в тлеющем разряде происходит в разрежённой атмосфере инертного газа (например, в аргоне) между электродом и проводящим кусочком образца.
Ударная (столкновительная) ионизация. Если какая-либо частица с массой m (электрон, ион, нейтральная молекула или субатомная частица), летящая со скоростью V, столкнётся с нейтральным атомом или молекулой, то кинетическая энергия летящей частицы может быть затрачена на совершение акта ионизации, если эта кинетическая энергия не меньше энергии ионизации.

## Галерея

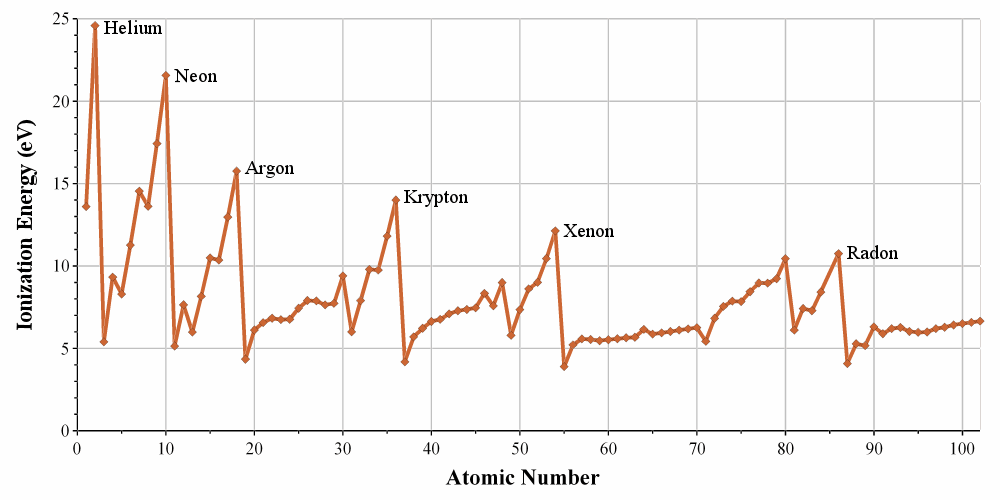
Энергия ионизации некоторых чистых химических элементов. На пиках находятся инертные газы